# Cecina de Loja
Para otros usos, véase Cecina (desambiguación)
La cecina es un antiguo plato típico de la provincia de Loja, Ecuador. Para su elaboración se sacrificaba el cerdo y se quemaba el pelo de su piel con llashipa (tipo de helecho, que se corta y se hace secar). La piel o el cuero eran servidos con mote o yuca y con sal de ajo o comino, un poco de naranja agria o limón, y con guayusa, canelazo, y guashpete (una copa de licor con agua caliente con azúcar y especias dulces o hierbas) para que no el cerdo no causara indigestión.

Luego se despostaba el animal y del jamón (grasa que cubre el cerdo) se hacía el chicharrón; de las costillas la fritada; de las vísceras, la chanfaina; de las tripas o intestinos, las morcillas; se molía un poco de su carne, a la que se le agregaban especias, sal y achiote y así se elaboraba la longaniza. El resto de la carne pura y suave se la abría tan finamente cuya consistencia se la podría comparar con una tela transparente; este proceso se llama cecinar.
Actualmente, se cecina la carne de chancho de forma muy delgada y uniforme, y se condimenta con sal y aliños, se la pone a secar al sol por tres o más horas, y se asa en parrillas sobre el carbón. Se sirve acompañada con yuca, mote y un curtido de cebolla y tomate.
- Datos: Q5759905